# آیرین ویر
آیرین وِیر (انگلیسی: Irene Ware؛ ‏ ۶ نوامبر ۱۹۱۰ – ۱۱ مارس ۱۹۹۳) هنرپیشه اهل ایالات متحده آمریکا بود.
از فیلم‌هایی که وی در آن نقش داشته‌است، می‌توان به کلاغ سیاه و اورینت اکسپرس اشاره کرد.